# Eupteryx azorica
Eupteryx azorica är en insektsart som beskrevs av Ribaut 1941. Eupteryx azorica ingår i släktet Eupteryx och familjen dvärgstritar. Inga underarter finns listade i Catalogue of Life.